# 에스토니아의 국기

에스토니아의 국기 비율 7:11

에스토니아의 국기를 세로 방향으로 게양할 때에는 파란색 줄무늬가 왼쪽을 향하도록 게양해야 한다.

에스토니아의 국기는 1918년 11월 21일에 제정되었으며 1990년 8월 7일에 다시 제정되었다. 가로세로 비율은 7:11이다. 파랑은 에스토니아의 하늘, 호수, 바다를, 검정은 에스토니아의 대지와 지난 백년 간에 걸친 에스토니아의 암울한 역사를, 하양은 순수, 행복을 추구함을 의미한다.
1918년 2월 24일 독립을 선언한 이후에 탈린의 톰페아성에 위치한 피크 헤르만에 처음으로 게양되었다. 그러나 1940년 6월에 소련이 불법 점령(발트 3국 측의 공식적인 입장)을 한 이후에는 사용을 금지당했다. 1989년 소련의 개혁 정책인 페레스트로이카 이후에 1989년 2월 24일에 피크 헤르만에 다시 게양되었으며 1990년 8월 7일에 다시 국기로 제정하였다.

## 색상
| 색상 | 파랑                | 검정            | 하양                  |
| ---- | ------------------- | --------------- | --------------------- |
| RGB  | 0–114–206 (#0072CE) | 0–0–0 (#000000) | 255–255–255 (#FFFFFF) |

## 여러 국기들

대통령기
대통령기 (해상)
국방장관기
해군기
국적기
세관기

## 옛 국기

에스토니아 공국의 국기 (1561년 ~ 1721년)
에스토니아 소비에트 사회주의 공화국의 국기 (1940년 ~ 1953년)
에스토니아 소비에트 사회주의 공화국의 국기 (1953년 ~ 1990년)
세관기 (1994년 ~ 2004년)

## 같이 보기
- 에스토니아의 국장
- 에스토니아 소비에트 사회주의 공화국의 국기